# 幸せになりたい (内田有紀の曲)
「幸せになりたい」（しあわせになりたい）は、内田有紀の楽曲・5枚目のシングル。1996年1月24日発売。発売元はキングレコード。

## 概要
前作「BABY'S GROWING UP」から5ヶ月ぶりのシングル、広瀬香美による提供作品。
自身主演のTBSドラマ『キャンパスノート』主題歌で、自身最大のセールスを記録したシングル。
提供者の広瀬によるセルフカバーが1998年に発売された広瀬のベスト・アルバム『広瀬香美 THE BEST "Love Winters"』に収録された。
カップリングの「愛について語りましょうよ」はオリジナルアルバム、ベストアルバム共に未収録。

## 収録曲
1. 幸せになりたい(4:52)
作詞・作曲：広瀬香美、編曲:本間昭光
2. 「愛について語りましょうよ」(3:20)
作詞：グ・スーヨン、作曲：西岡恭蔵、編曲:塩谷哲
3. 幸せになりたい（カラオケ）(4:52)

## 収録アルバム
- 『nakitakunalu』（#1）
- 『Present』（#1）

## カバー
| リリース       | アーティスト | 収録作品                                         | 備考                           |
| -------------- | ------------ | ------------------------------------------------ | ------------------------------ |
| 1998年11月11日 | 広瀬香美     | 「広瀬香美 THE BEST "Love Winters"」             | 提供者の広瀬によるセルフカバー |
| 2014年11月26日 | Ms.OOJA      | カバー・アルバム「WOMAN 2 〜Love Song Covers〜」 |                                |